# Ilana Glazer
Ilana Glazer (Nova York, 12 de abril de 1987) é uma comediante, atriz, escritora, produtora, diretora e ativista americana. Ela co-criou e co-estrelou, com Abbi Jacobson, a série Broad City da Comedy Central, que é baseada na websérie de mesmo nome. Ela foi indicada duas vezes ao Critics' Choice Television Award de Melhor Atriz em Série de Comédia pela série. Glazer também estrelou o filme Rough Night de 2017 e lançou seu primeiro especial de comédia stand-up, The Planet Is Burning, em janeiro de 2020. Em 2022, ela ganhou o Tony Award de Melhor Musical por atuar como produtora do show da Broadway A Strange Loop .

## Biografia

### Infância
Glazer, nascida na cidade de Nova York é filha de Sandi e Larry Glazer, que trabalham com seguros e finanças. Ela cresceu em uma família judia reformista em St. James, Nova York, em Long Island e é descendente de judeus Ashkenazi .
 Seu irmão, Eliot Glazer, é produtor, escritor e ator com quem trabalhou em programas como The Boys Presents: Diabolical e Broad City, onde interpreta o irmão dela.
Ilana se formou na Universidade de Nova York em 2009, com especialização em psicologia.

### Trabalho cedo
Ilana começou a ter aulas no Upright Citizens Brigade Theatre em 2006 e se apresentou na cidade de Nova York fazendo improvisações e stand-up pelos anos seguintes.

### Desenvolvimento
Em 2009, junto com a co-criadora Abbi Jacobson, Glazer começou a filmar Broad City, uma websérie estrelada pelos dois como versões ficcionais de si mesmos. A série foi indicada ao prêmio ECNY de 'Melhor Série da Web' e foi recebida positivamente, atraindo a atenção dos principais meios de comunicação, como Entertainment Weekly, USA Today e The Wall Street Journal . A série chamou a atenção de Amy Poehler, que posteriormente se encontrou com Glazer e Jacobson para ajudá-los a comprar um roteiro piloto baseado na série.
 Poehler também concordou em estrelar o final da série na web.

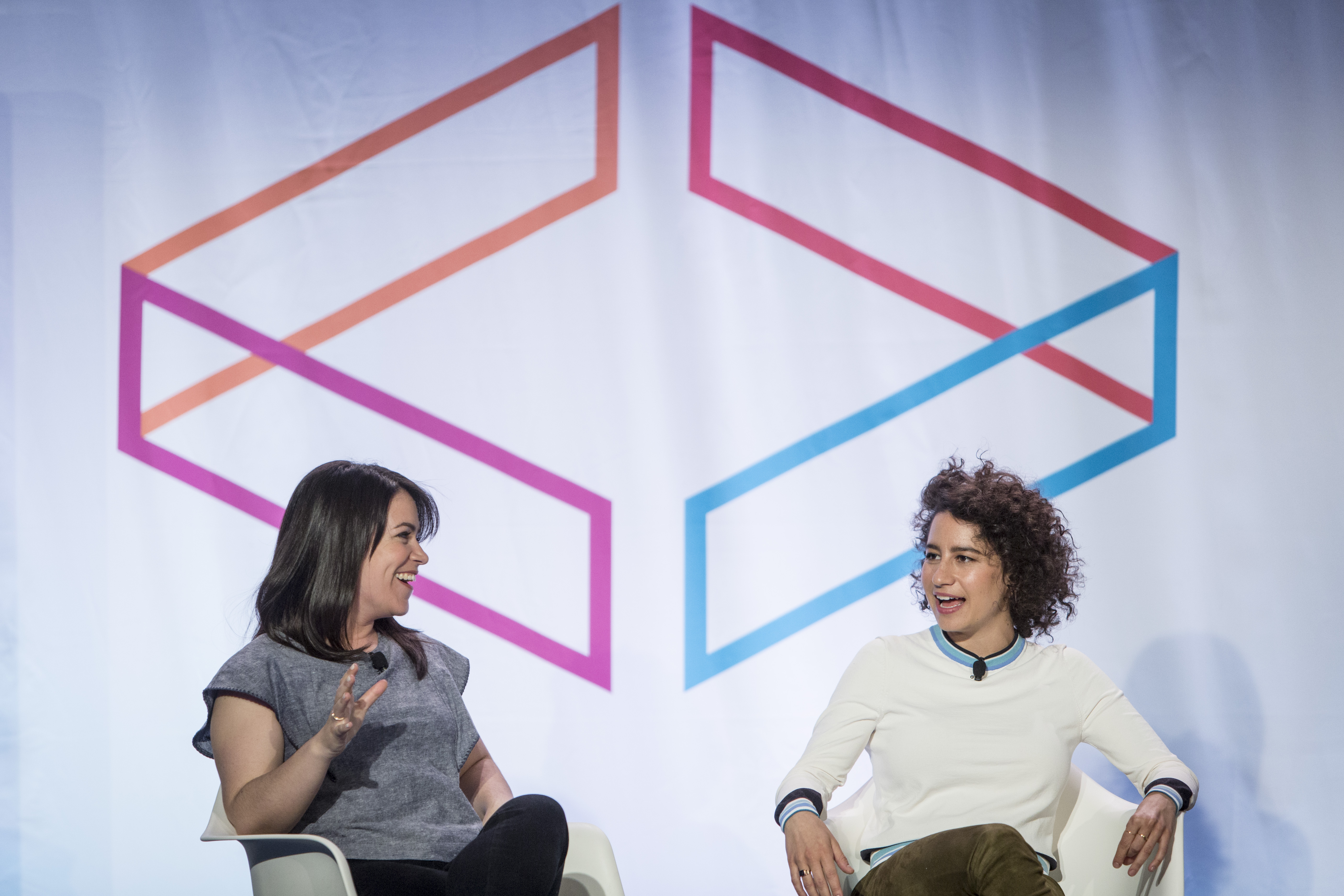
Jacobson e Glazer na Internet Week em 2015

Em 2011, a rede a cabo FX, trabalhando com Poehler como produtor, comprou de Glazer e Jacobson um compromisso de roteiro para a série. Porém, a emissora não aprovou o roteiro e decidiu não prosseguir com o desenvolvimento. Glazer e Jacobson então abordaram a Comedy Central, que co
ncordou em comprar o roteiro da FX e encomendar um piloto.
De 2012 a 2014, Glazer co-criou a websérie Chronic Gamer Girl com Alex Charak.

### Recepção e renovação
Broad City fez sua estreia na televisão em janeiro de 2014 e foi recebida com críticas positivas e avaliações fortes, tornando-se a primeira temporada de maior audiência do Comedy Central desde 2012 entre a população mais jovem, incluindo adultos de 18 a 34 anos, com uma média de 1,2 milhão de telespectadores.
A série de tv recebeu elogios da crítica, tanto de fãs quanto de críticos. O site de agregação de resenhas Metacritic observou que a primeira temporada recebeu "críticas geralmente favoráveis", e deu uma pontuação de 75 em 100, com base nas resenhas de 14 críticos.
Em fevereiro de 2014, o Comedy Central renovou o programa para uma segunda temporada. A 2ª temporada recebeu críticas positivas, com o Metacritic dando uma pontuação de 89 em 100, com base nas críticas de oito críticos.
Em janeiro de 2015, a série foi renovada para uma terceira temporada, que estreou em 17 de fevereiro de 2016. Em janeiro de 2016, a série foi renovada para uma quarta e última quinta temporada, que estreou em 24 de janeiro de 2019.

### Filmes
Glazer estrelou o longa-metragem independente de 2013 , How to Follow Strangers . O filme ganhou o prêmio principal no Lower East Side Film Festival. Ela aparece no filme de 2015 The Night Before . Glazer estrelou ao lado de Scarlett Johansson e Kate McKinnon na comédia Rough Night de 2017. Glazer co-escreveu, produziu e estrelou o filme de terror False Positive, lançado no Hulu em 25 de junho de 2021. Em 2024, ela estrelou o filme Babes.

### Outros
O especial stand-up de estreia de Glazer , The Planet Is Burning, estreou no Amazon Prime em janeiro de 2020. Foi dirigido por Ryan Cunningham e Glazer atuou como produtor executivo.
Em 2022, Glazer fez parte do elenco principal da série de comédia de mistério da Apple TV+, The Afterparty.

### Ativismo
Glazer fundou a plataforma de campanha Generator Collective em 2016 com Glennis Meagher. A plataforma promove candidatas eleitorais femininas e a participação geral na democracia e na discussão política.

### Vida pessoal
Glazer já foi colega de quarto da comediante Rachel Bloom depois da faculdade no Brooklyn .  Em fevereiro de 2017, Glazer se casou com seu namorado de longa data, o biólogo computacional David Rooklin, em uma cerimônia privada. Glazer é queer e creditou seu trabalho em Broad City por ajudá-la a compreender sua sexualidade.
Em 17 de março de 2021, Glazer anunciou nas redes sociais e em uma sessão de fotos para uma revista que ela e Rooklin estavam esperando um filho juntos. Sua filha, nasceu em julho de 2021.

### Filmografia
| Ano  | Título                  | Papek                  | Notas                         |
| ---- | ----------------------- | ---------------------- | ----------------------------- |
| 2012 | Nature Boys             | Elle                   | Curta-metragem                |
| 2013 | Little Horribles        | Lindsay                | Curta-metragem                |
| 2013 | How to Follow Strangers | Ellie                  |                               |
| 2014 | High and Dry            | Assistente Veterinária | Curta-metragem                |
| 2015 | The Night Before        | Rebecca Grinch         |                               |
| 2017 | Rough Night             | Frankie                |                               |
| 2021 | False Positive          | Lucia "Lucy" Martin    | Também roteirista e produtora |
| 2022 | Sell/Buy/Date           | Ela própria            | Documentário                  |
| 2024 | Babes                   | Eden                   | Também roteirista e produtora |

### Televisão
| Ano       | Título                                   | Papel               | Notas                                                                              |
| --------- | ---------------------------------------- | ------------------- | ---------------------------------------------------------------------------------- |
| 2010      | Broad City                               | Ilana Wexler        | Websérie, também criador 25 episódios                                              |
| 2012      | Tosh.0                                   | Alison              | Episódio: "Parkour Girl" (personagem no vídeo do espectador)                       |
| 2013      | CollegeHumor                             | Desconhecida        | Episódio: "All-Nighter: Rap Intro"                                                 |
| 2014–19   | Broad City                               | Ilana Wexler        | Papel principal; também criador, escritor, diretor, produtor executivo 50 episodes |
| 2015      | Lucas Bros Moving Co                     | Sister Sister (voz) | Episódio: "Sister Sister Sister"                                                   |
| 2015      | Inside Amy Schumer                       | Ela própria         | Episódio: "80s Ladies"                                                             |
| 2015      | Lip Sync Battle                          | Ela própria         | Episódio: "Ilana Glazer vs. Abbi Jacobson"                                         |
| 2015–20   | BoJack Horseman                          | Penny Carson (voz)  | 3 episódios                                                                        |
| 2016      | Time Traveling Bong                      | Sharee              | Papel principal; minissérie                                                        |
| 2016      | Brad Neely's Harg Nallin' Sclopio Peepio | Various             | Regular                                                                            |
| 2018      | Sesame Street                            | Ms. Noodle          | 2 episódios                                                                        |
| 2018      | RuPaul's Drag Race                       | Ela própria; Jurada | Episódio: "Breastworld"                                                            |
| 2019–2022 | Green Eggs and Ham                       | EB (voz)            | Elenco principal                                                                   |
| 2022      | The Afterparty                           | Chelsea             | Elenco principal; 7 episódios                                                      |
| 2022      | Ziwe                                     | Ela própria         | Episódio: "Hot!"                                                                   |